# Тепловодие
Тепловодие — опустевшая деревня в Рязанском районе Рязанской области. Входит в Подвязьевское сельское поселение.

## География
Находится в северо-западной части Рязанской области на расстоянии приблизительно 24 километра на запад-юго-запад по прямой от вокзала станции Рязань II.

## История
Картографическое подтверждение существования деревни относится к 1941 году.

## Население
Численность населения: 9 человек в 2002 году (русские 100 %), 0 в 2010.